# Plurimatérisme
Les polymatières constituent une branche du courant des futuristes.
Cela consiste en l'assemblage de différents matériaux, de manière aléatoire ou détournée, afin de produire un tableau.

Entre 1912 et 1913, dans ses textes théoriques sur la sculpture futuriste, Boccioni énonce le principe du « plurimatérisme », plus tard qualifié de « polymatérisme ». Il revendique la possibilité, « afin d’obtenir un premier élément dynamique », de faire éclater l’unité de la matière « en un certain nombre de matières différentes, dont chacune peut caractériser par sa diversité même une différence de poids et d’expansion des volumes moléculaires ». Les assemblages de matières seront ensuite explorés par Giacomo Balla et Fortunato Depero, avant d’être à nouveau théorisés par Enrico Prampolini au cours des années trente. Dans le second après-guerre, ces recherches spécifiques du futurisme italien trouveront un aboutissement dialectique dans l’œuvre d’Alberto Burri.